# Remixed Prayers
"Remixed Prayers" este un mini-album compilație de remixuri al Madonnei lansat în august 1989 de Warner Music. A fost lansat pentru a coincide cu lansarea albumului Like a Prayer. Fusese lansat doar în Japonia până în iulie 1993 când a fost lansat și în Australia, pentru a celebra primul concert al artistei în acea țară, odată cu turneul "The Girlie Show Tour".